# Две англичанки и «Континент»
«Две англичанки и „Континент“» (фр. Les Deux Anglaises Et Le Continent) — художественный фильм 1971 года французского режиссёра Франсуа Трюффо, ставший для него одиннадцатым полнометражным фильмом. В этом фильме описаны взаимоотношения молодого человека с двумя девушками — здесь режиссёр строит как бы отражение другого своего фильма «Жюль и Джим», в котором главные герои — одна женщина и двое мужчин.
Сценарий к фильму был написан на основе одноимённого романа французского писателя Анри-Пьера Роше. Ранее Франсуа Трюффо уже использовал произведение этого писателя для создания своего фильма «Жюль и Джим».
Главные роли в фильме «Две англичанки и „Континент“» исполнили Жан-Пьер Лео, Кика Маркэм и Стэйси Тендетер. Съёмки фильма прошли в период с 20 апреля по 9 июля 1971 года, а премьера состоялась 26 ноября 1971 года во Франции.

## Сюжет
Действие фильма происходит в начале XX века. Молодой француз Клод знакомится с молодой англичанкой Анн. Она приглашает его провести свои каникулы у себя на родине — в Англии, в Уэльсе. У неё есть план — познакомить Клода со своей сестрой Мюриель. Она надеется, что француз влюбится в Мюриель. Но в результате Анн сама влюбляется в Клода — возникает классический любовный треугольник.

## В ролях
- Жан-Пьер Лео — Клод Рок
- Кика Маркэм — Анн Браун
- Стэйси Тендетер — Мюриель Браун
- Мари Мансар — мадам Рок
- Сильвия Мэрриотт — миссис Браун
- Филипп Леотар
- Ирен Тюнк
- Марк Питерсон
- Дэвид Маркэм
- Жорж Делерю

## Съёмочная группа
- Режиссёр: Франсуа Трюффо
- Оператор: Нестор Альмендрос
- Сценарист: Франсуа Трюффо, Жан Грюо
- Продюсер: Клод Милер
- Монтажер: Янн Деде
- Композитор: Жорж Делерю
- Художник: Мишель Де Броэн
- Костюмы: Гитт Магрини